# Hanna Bennison
Hanna Ulrika Bennison (* 16. Oktober 2002 in Lomma) ist eine schwedische Fußballspielerin. Derzeit steht sie bei Real Madrid unter Vertrag. Mit der schwedischen Fußballnationalmannschaft gewann sie bei den Olympischen Spielen 2021 die Silbermedaille und wurde 2023 WM-Dritte.

## Laufbahn

### Im Verein
Bennison begann im Alter von fünf Jahren bei ihrem Heimatverein GIF Nike mit dem Fußballspielen und durchlief später die Jugendmannschaften des Malmöer FC Rosengård. Im April 2018 debütierte sie mit 15 Jahren in der höchsten schwedischen Liga, der Damallsvenskan, als sie im Spiel gegen den IFK Kalmar eingewechselt wurde. Im gleichen Jahr feierte sie mit Rosengård den schwedischen Pokalsieg, sie selbst kam dabei allerdings nicht zum Einsatz. Im September 2018 verzeichnete sie ihren ersten Einsatz in einem europäischen Klubwettbewerb, als sie im Sechzehntelfinale der UEFA Women’s Champions League gegen Rjasan WDW eingewechselt wurde. In der Folgesaison konnte sie ihre Einsatzzeiten deutlich steigern, verzeichnete am Ende 18 Ligaeinsätze, davon 16 in der Startelf und trug damit maßgeblich zum Gewinn des Meistertitels bei. In dieser Spielzeit konnte sie auch ihren ersten Pflichtspieltreffer feiern, beim 2:2 gegen Ligarivalen Kopparbergs/Göteborg FC gelang ihr die zwischenzeitliche 2:0-Führung. Die folgenden Spielzeiten waren von Verletzungen und einer COVID-19-Infektion geprägt, weswegen Bennison ihren Stammplatz zwischenzeitlich verlor. Von der UEFA wurde sie dennoch zu einer der 10 vielversprechendsten Spielerinnen Europas gekürt.
Zu Beginn der Spielzeit 2021/22 wechselte sie für einen Betrag im "höheren sechsstelligen Bereich" in die FA Women’s Super League zum FC Everton und ist damit der Rekordzugang des Clubs in Bezug auf die Ablösesumme. Ihr Debüt für die Liverpooler gab sie am 5. September 2021, als sie beim 0:4 gegen Manchester City kurz nach der Halbzeit eingewechselt wurde. Ihr erstes Tor für die Toffees erzielte sie am 25. September des gleichen Jahres, als sie zum zwischenzeitlichen 2:1 gegen Birmingham City traf. Im Saisonverlauf konnte sie sich als Stammkraft etablieren, sie kam in jedem der 22 Ligaspiele zum Einsatz, zehnmal davon von Beginn an und trug damit maßgeblich zum Klassenerhalt Evertons bei. Ihre Leistungen in einer schwierigen Debütsaison, die unter anderem von zwei Trainerwechseln geprägt war, wurden seitens des Vereins durch die Vergabe des Preises für die beste Jungspielerin gewürdigt. Die Saison 2022/23 verlief ruhiger, am Ende stand ein sechster Platz zu Buche. Auch die folgende Spielzeit 2023/24 wurde im gesicherten Mittelfeld abgeschlossen. Bennison war dabei ein zentraler Bestandteil der Mannschaft und bestritt fast alle der 22 Saisonspiele, die meisten davon in der Startelf. Insgesamt kam sie für die Evertonians wettbewerbsübergreifend zu 81 Einsätzen und erzielte dabei acht Tore.
Im Juli 2024 wechselte Bennison für eine nicht-öffentliche Ablösesumme zum amtierenden italienischen Vize-Meister Champions-League-Teilnehmer Juventus Turin und unterschrieb dort einen Dreijahresvertrag. Ihr Pflichtspieldebüt für die Bianconere gab Bennison am ersten Spieltag der Serie A Femminile. Den 6:3-Auswärtserfolg bei Sassuolo Calcio bestritt sie über die volle Distanz. Am darauffolgenden Spieltag erzielte sie ihren ersten Treffer für Juventus. Beim 4:2 über den FC Como Women traf sie zum zwischenzeitlichen 2:1. Insgesamt brachte sie es auf 23 Meisterschaftseinsätze und stand darüber hinaus fünf Mal im Pokal und sieben Mal in der Champions League auf dem Platz. Mit Juventus konnte Bennison in diesem Spieljahr das Double aus Meisterschaft und Pokal gewinnen.
Nach nur einer Saison entschied sich Hanna Bennison zu einem Wechsel in die spanische Liga F, wo sie für den Vizemeister Real Madrid einen bis 2028 laufenden Vertrag unterzeichnete.

### In der Nationalmannschaft
Bennison durchlief die verschiedenen Juniorinnen-Nationalmannschaften Schwedens. Ihr Debüt in der A-Nationalmannschaft gab sie im November 2019 bei der 3:2-Testspielniederlage gegen die USA in Columbus, bei der sie einen Treffer vorbereitete. Für den Algarve-Cup 2020 wurde sie von Nationaltrainer Peter Gerhardsson ebenfalls in den Kader berufen. In Portugal kam sie zu zwei Einsätzen und beendete das Turnier mit den Schwedinnen auf Rang 7. Bei den Olympischen Spielen 2021 in Tokio war sie erneut Teil des schwedischen Aufgebots. Sie kam in jedem Spiel, in der Regel als Einwechselspielerin, zum Einsatz und gewann mit dem Team die Silbermedaille. Beim Algarve-Cup Sieg 2022 bestritt sie zwei Spiele, darunter das Finale.
Für die Fußball-Europameisterschaft der Frauen 2022 in England wurde sie wiederum in den schwedischen Kader berufen. Dort wurde sie bis zum Halbfinalaus in jedem Spiel eingewechselt, im zweiten Gruppenspiel gelang ihr als "Joker" der Siegtreffer beim 2:1 über die Schweiz, zugleich ihr erstes Länderspieltor.
In der erfolgreichen Qualifikation für die WM 2023 wurde sie in fünf Spielen eingesetzt.
Sie wurde für die WM-Endrunde 2023 nominiert, kam in vier der sieben Spiele ihres Teams zum Einsatz. Dabei spielte sie im dritten Gruppenspiel gegen Argentinien als einige Stammspielerinnen geschont wurden, über 90 Minuten. In den anderen drei Spielen wurde sie jeweils eingewechselt. Durch eine 1:2-Halbfinal-Niederlage gegen die Spanierinnen verpasste ihre Mannschaft das Finale, konnte aber das Spiel um Platz 3 gegen Australien gewinnen.
Am 11. Juni 2025 wurde sie für die EM-Endrunde nominiert. Sie kam in den drei Gruppenspielen zum Einsatz, wobei sie zweimal eingewechselt wurde und nur beim 4:1-Sieg gegen Deutschland über 90 Minuten spielte. Im durch Elfmeterschießen gegen Titelverteidiger England verlorenen Viertelfinale kam sie nicht mehr zum Einsatz.

## Erfolge
Im Verein 
- Italienische Meisterin 2024/25
- Italienische Pokalsiegerin 2024/25
- Schwedische Fußballmeisterin 2019
- Schwedische Pokalsiegerin 2017/2018

 Mit der Nationalmannschaft 
- Weltmeisterschafts-Dritte 2023
- Olympische Silbermedaille 2021
- Algarve-Cup-Siegerin 2022